# Aken (Elbe)
Aken (Elbe) (phát âm tiếng Đức: [ˈaːkən]) là một đô thị thuộc huyện Anhalt-Bitterfeld, bang Saxony-Anhalt, Đức.

## Dân số
| Năm  | Dân số |
| ---- | ------ |
| 1970 | 12.154 |
| 2005 | 9.083  |

## Thành phố kết nghĩa
- Erwitte (North Rhine-Westphalia)
- Anor (Pháp)